# Cratere Latpon
Latpon è un cratere sulla superficie di Ganimede.